# Tommy Tutone
Tommy Tutone è un gruppo musicale power pop statunitense, celebre soprattutto per il suo successo del 1981 867-5309/Jenny.

## Storia del gruppo
I Tommy Tutone vennero fondati in California nel 1978. Dopo aver pubblicato il singolo di esordio Angel Say No, piazzatosi nelle zone basse dell'American Top 40, pubblicarono il loro unico singolo di successo 867-5309/Jenny, che raggiunse i primi posti di varie classifiche. Il gruppo si sciolse nel 1984 per poi riformarsi dieci anni dopo.

## Discografia

### Album in studio
- 1980 – Tommy Tutone
- 1981 – Tommy Tutone 2
- 1983 – National Emotion
- 1996 – Nervous Love
- 1998 – Tutone.rtf
- 2019 – Beautiful Ending

### Singoli
- 1980 – Angel Say No
- 1980 – Cheap Date
- 1980 – Girl In The Back Seat
- 1981 – 867-5309/Jenny
- 1982 – Which Man Are You
- 1983 – Get Around Girl
- 2017 – My Little Red Book
- 2018 – Time Won't Let Me
- 2018 – When You Walk in the Room